# 일카 생굼
일카 셍굼(몽골어: ᠰᠡᠩᠭᠦᠮ Senggüm, 1154년? ~ 1204년?)은 몽골의 케레이트족의 지도자 토그릴 완 칸의 아들. 원조비사, 원사에는 한문 표기가 상곤(桑昆)으로 표기된다.

## 생애
원조비사(元朝秘史)에 의하면, 일카 셍굼은 옹 칸의 외아들이라고 기록되어 있지만, 집사와 케레이트 부족지에 의하면, 형제가 있었다고 한다.
아버지 토그릴 칸과 테무진(칭기즈 칸)이 공동으로 몽골의 여러 부족들과 싸우고 세력을 확장하는 과정에서 아버지와 함께 전전 한다. 1196년 토그릴 칸과 테무진은 연합하여 금나라 왕족인 완안양(完顔襄)에 의해서 타타르족 토벌에 참가했고, 아버지 토그릴은 군공을 세워서 금나라로부터 왕(王)의 칭호를 하사받아 이후 옹 칸이라고 불리게 되었다. 그러나 그는 테무진이 아버지와 함께 세력을 확대하고 있는 것을 싫어하였고, 테무진과 싸워서 패배한 쟈다란의 자무카를 포섭하여 그를 통해서 아버지와 테무진과의 동맹을 파기할 것을 모략하였다.
1202년 옹 칸과 테무진은 동맹을 강화하기 위해 결혼을 하기로 하였고, 그것을 이용하여 테무진을 암살을 시도했다. 이 음모를 알아챈 테무진이 방문을 취소하여 실패했지만, 셍굼은 테무진에게 중상 모략을 반복했다.
다음 해 1203년, 옹 칸은 마침내 셍굼의 말을 듣고 갑자기 테무진의 군영을 습격하였다. 테무진은 바이칼 호수 부근까지 피신하고, 사자를 케레이트에 보내 옹 칸 부자의 불신 행위를 비난했다. 옹 칸은 이번은 자신과 테무진을 싸우게 한 아들을 따졌지만, 셍굼은 아버지의 말을 무시하고 테무진에 대한 최후 통첩을 하였다.
같은 해 겨울에 옹 칸과 셍굼 부자는 갑자기 남하하여 역습을 시도한 테무진의 군대에 대패를 당하고, 케레이트 부족은 멸망했다. 일카 셍굼은 나이만으로 피해 살해된 아버지 옹 칸과 별도 행동을 하였고, 서하를 거쳐 티베트로 망명했지만 이 지방에서 현지 주민에게 약탈을 하여 미움을 사고, 서쪽의 타림 분지로 피했다. 그러나 셍굼은 그곳을 지배하는 카라한 왕조의 왕족에게 잡혀 살해되었다.